# Фэйхун, Сюй
Сюй Фэйхун (кит. трад. 徐飛洪, упр. 徐飞洪, пиньинь Xú Fēihóng; род. май 1964, Дунъян, КНР) — китайский дипломат, с мая 2024 года занимающий должность посла Китая в Индии. Он был послом Китая в Афганистане с 2011 по 2013 год и послом Китая в Румынии с 2015 по 2019 год.

## Ранние годы
Сюй родился в 1964 году в Дунъяне, провинция Чжэцзян, и получил степень бакалавра в области права.

## Дипломатическая карьера
В 1987 году он присоединился к Министерству иностранных дел КНР и до 1991 года он занимал должность штатного сотрудника и атташе информационного департамента министерства. С 1991 по 1993 год он занимал должность атташе в Посольстве Китая в Хельсинки, Финляндия. С 1993 по 1995 год он занимал должность консульского атташе и заместителя консула в ранге третьего секретаря в Генеральном консульстве Китая в Пусане, Республика Корея.
С 1995 по 1999 год он занимал должности третьего секретаря и второго секретаря кадрового департамента в Министерстве иностранных дел. С 1999 по 2002 год Сюй был назначен в Генеральное консульство Китая в Окленде, Новая Зеландия, где он занимал должность консула в ранге второго секретаря и консула в ранге первого секретаря. В 2002 году он был назначен заместителем директора и директором информационного департамента Министерства иностранных дел. В 2005 году Сюй был назначен советником в посольство Китая в Лондоне, Великобритания, и занимал эту должность до 2007 года.
С 2007 по 2010 год он занимал должность советника и заместителя генерального директора Европейского департамента Министерства иностранных дел. В 2010 году он был назначен Чрезвычайным и Полномочным Послом в Исламской Республике Афганистан. Во время своего пребывания на посту посла он курировал повторное открытие китайского государственного Института Конфуция в Кабуле в 2013 году, после его закрытия в 2010 году. В 2013 году его пребывание на посту посла в Афганистане закончилось, и он был назначен заместителем генерального директора кадрового департамента Министерства иностранных дел.
В 2015 году Сюй был назначен Чрезвычайным и Полномочным Послом в Румынии и в том же году вручил верительные грамоты Президенту Румынии Клаусу Йоханнису. Во время своего пребывания на посту посла в Румынии, когда в интервью его спросили о лауреате Нобелевской премии мира Лю Сяобо, Сюй назвал Лю «преступником, который нарушил китайский закон», и что «проблема Лю Сяобо — это внутреннее дело Китая и китайской политики», и что «другие страны не говорят и не критикуют нас [Китай] за это». Срок полномочий Сюй на посту посла в Румынии закончился в 2018 году, и его сменил Цзян Ю.
В 2018 году он был назначен директором центра обслуживания Министерства иностранных дел и заграничных миссий, а в 2021 году он был назначен помощником министра иностранных дел по административным и финансовым вопросам, занимая эту должность до декабря 2023 года. В январе 2023 года он был избран членом 14-й Китайской народной политической консультативной конференции. В 2024 году, согласно сообщениям индийских СМИ, Сюй был окончательно утверждён на должность следующего Чрезвычайного и Полномочного Посла в Индии, пост, который был вакантным более 15 месяцев с тех пор, как предыдущий посол Сунь Вэйдун ушёл с поста в октябре 2022 года. В мае 2024 года Министерство иностранных дел Китая подтвердило Press Trust of India, что председатель КНР Си Цзиньпин назначил Фэйхуна новым послом в Индии. 10 мая Сюй прибыл в Нью-Дели, чтобы занять должность посла в Индии. 31 мая он вместе с послами шести других стран вручил свои верительные грамоты президенту Индии Драупади Мурму. Во время его пребывания на посту посла, Индия и Китай достигли соглашения о деэскалации напряжённости на линии фактического контроля между двумя странами в октябре 2024 года, при этом военные обеих стран завершат разведение войск на этой линии.